# Brissay-Choigny
Brissay-Choigny est une commune française située dans le département de l'Aisne en région Hauts-de-France.

## Géographie

### Communes limitrophes
La commune est longée à l'ouest par un affluent de l'Oise. Elle est située entre les communes de Mayot et de Brissy-Hamégicourt.

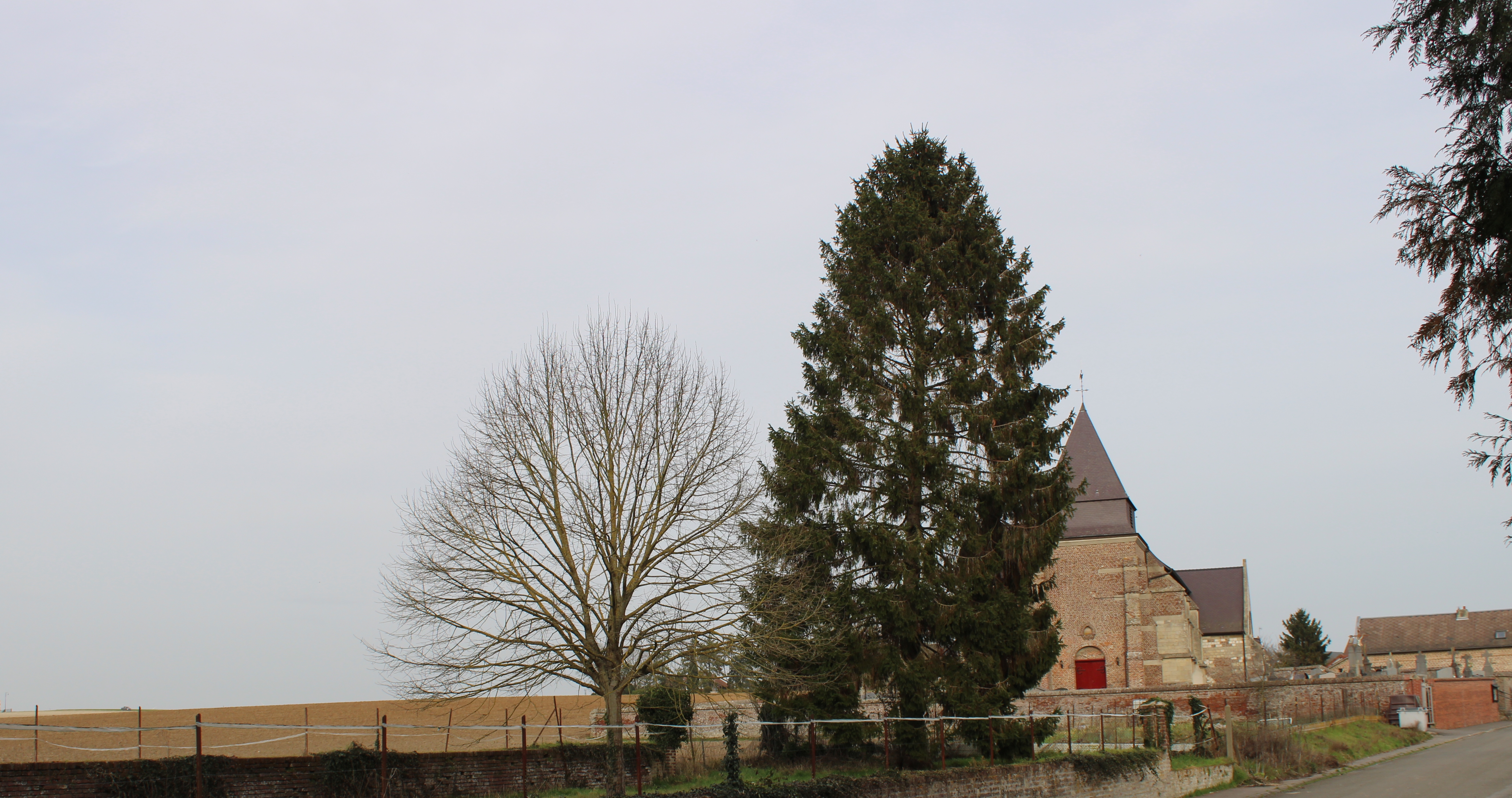
Vue de l'église depuis le moulin.

### Hydrographie
La commune est située dans le bassin Seine-Normandie. Elle est drainée par le canal de la Sambre à l'Oise, l'Oise, divers bras de l'Oise et,.
L'Oise prend sa source en Belgique, à 309 mètres d'altitude, dans l'ancienne commune de Forges et se jette dans la Seine à 20 mètres d'altitude, au Pointil en rive droite et en aval du centre de Conflans-Sainte-Honorine dans le département des Yvelines. D'une longueur 341 kilomètres, elle est presque entièrement navigable et bordée de canaux sur 104 kilomètres.
Le bras de Oise, d'une longueur de 17 km, prend sa source dans la commune de Châtillon-sur-Oise et se jette  dans l'Oise (rive gauche) à Achery, après avoir traversé huit communes.

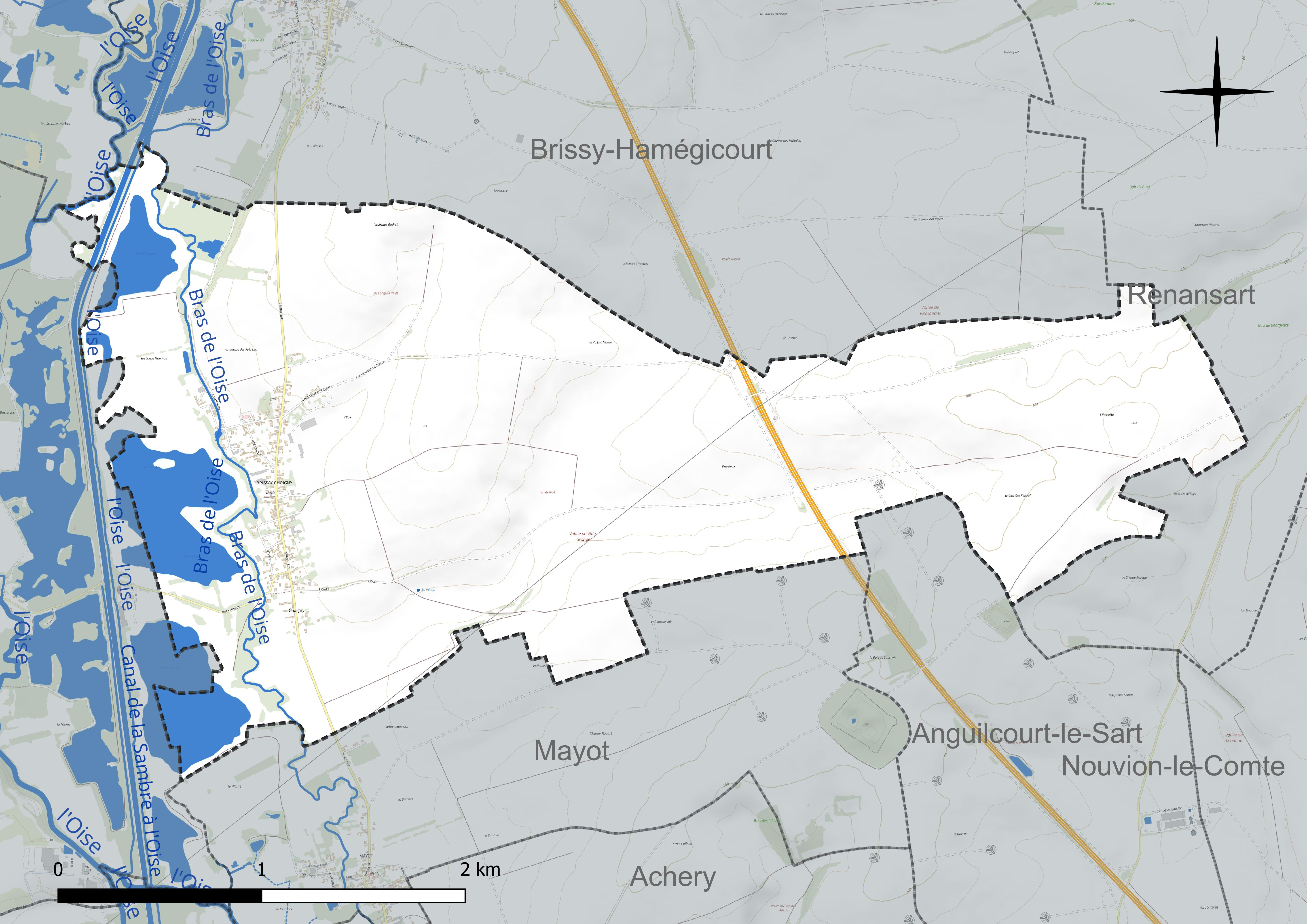
Réseau hydrographique de Brissay-Choigny.

### Climat
Pour des articles plus généraux, voir Climat des Hauts-de-France et Climat de l'Aisne.
En 2010, le climat de la commune est de type climat océanique dégradé des plaines du Centre et du Nord, selon une étude du CNRS s'appuyant sur une série de données couvrant la période 1971-2000. En 2020, Météo-France publie une typologie des climats de la France métropolitaine dans laquelle la commune est exposée à un climat océanique altéré et est dans la région climatique Nord-est du bassin Parisien, caractérisée par un ensoleillement médiocre, une pluviométrie moyenne régulièrement répartie au cours de l'année et un hiver froid (3 °C).
Pour la période 1971-2000, la température annuelle moyenne est de 10,5 °C, avec  une amplitude thermique annuelle de 15,1 °C. Le cumul annuel moyen de précipitations est de 714 mm, avec 11,3 jours de précipitations en janvier et 8,8 jours en juillet. Pour la période 1991-2020 la température moyenne annuelle observée sur la station météorologique la plus proche, située sur la commune de Fontaine-lès-Clercs à 15 km à vol d'oiseau, est de 10,8 °C et le cumul annuel moyen de précipitations est de 683,4 mm,. Pour l'avenir, les paramètres climatiques de la commune estimés pour 2050 selon différents scénarios d'émission de gaz à effet de serre sont consultables sur un site dédié publié par Météo-France en novembre 2022.

## Urbanisme

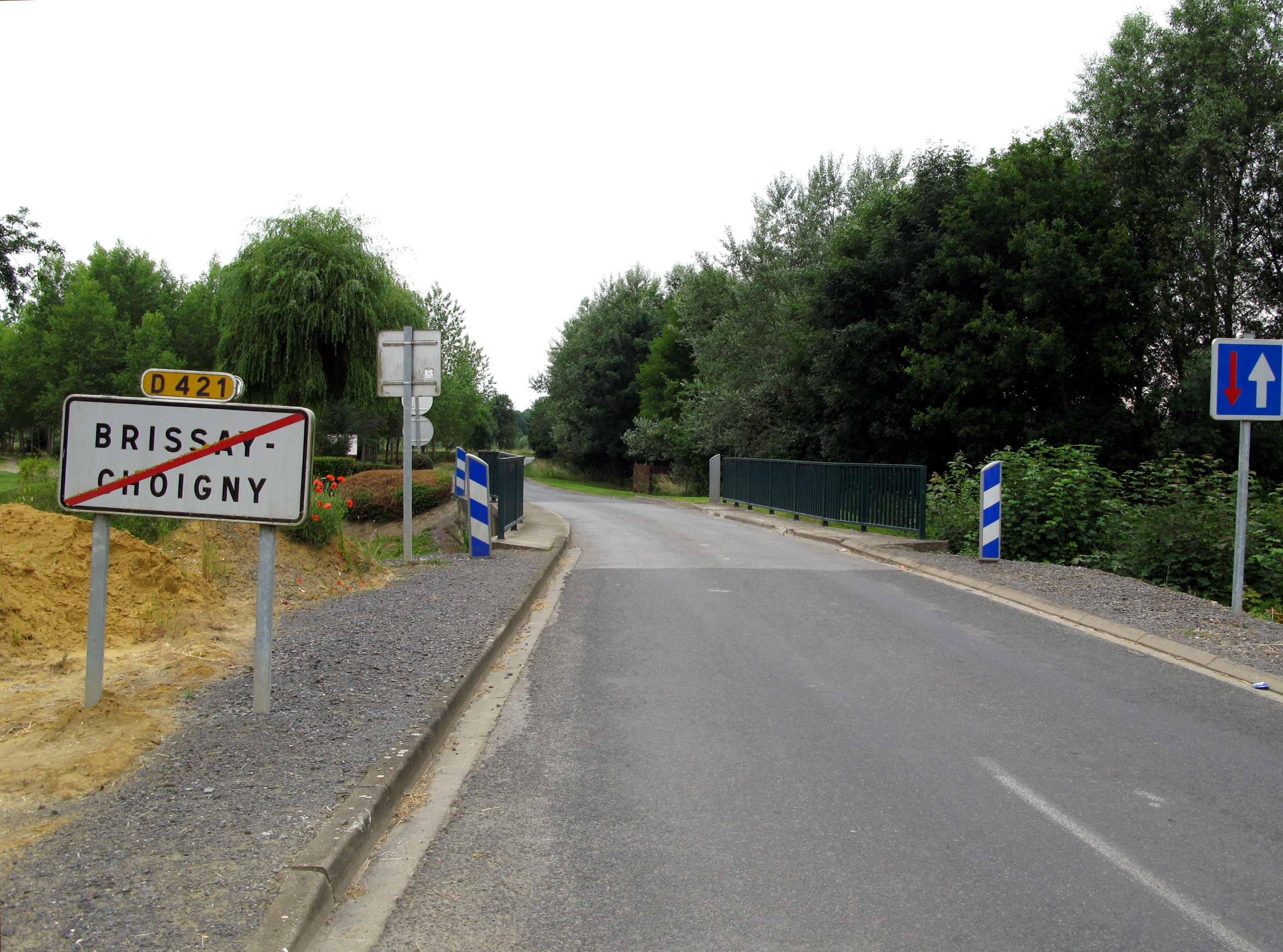
Un petit pont est à emprunter pour quitter la localité par l'ouest.

### Typologie
Au 1er janvier 2024, Brissay-Choigny est catégorisée commune rurale à habitat dispersé, selon la nouvelle grille communale de densité à 7 niveaux définie par l'Insee en 2022.
Elle est située hors unité urbaine. Par ailleurs la commune fait partie de l'aire d'attraction de Saint-Quentin, dont elle est une commune de la couronne,. Cette aire, qui regroupe 120 communes, est catégorisée dans les aires de 50 000 à moins de 200 000 habitants,.

### Occupation des sols
L'occupation des sols de la commune, telle qu'elle ressort de la base de données européenne d'occupation biophysique des sols Corine Land Cover (CLC), est marquée par l'importance des territoires agricoles (86,1 % en 2018), en diminution par rapport à 1990 (94,2 %). La répartition détaillée en 2018 est la suivante : 
terres arables (79,2 %), eaux continentales (9,6 %), prairies (6,9 %), zones urbanisées (4,3 %).
L'évolution de l'occupation des sols de la commune et de ses infrastructures peut être observée sur les différentes représentations cartographiques du territoire : la carte de Cassini (XVIIIe siècle), la carte d'état-major (1820-1866) et les cartes ou photos aériennes de l'IGN pour la période actuelle (1950 à aujourd'hui).

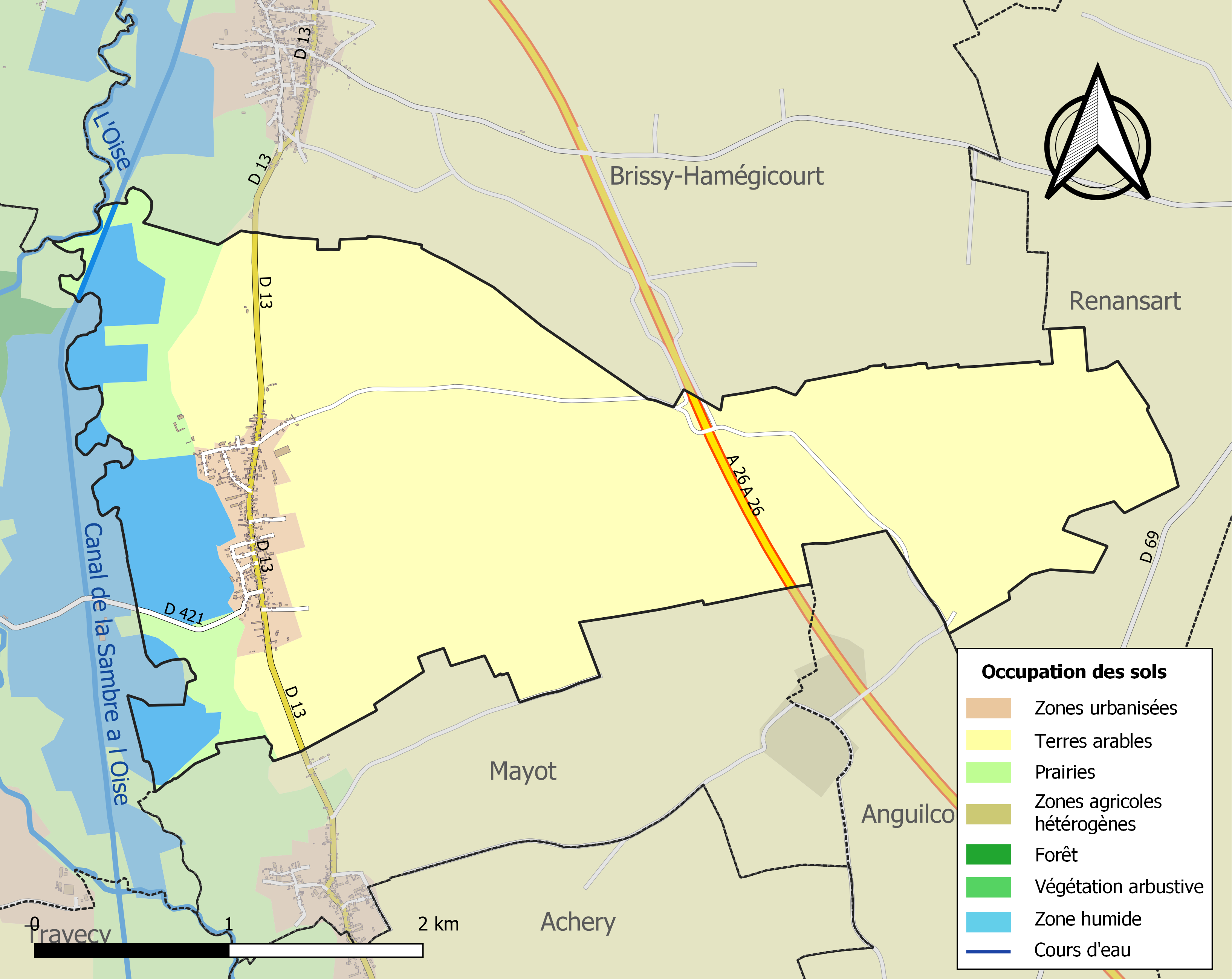
Carte des infrastructures et de l'occupation des sols de la commune en 2018 (CLC).

## Toponymie
Le nom de la localité est attesté sous les formes Brisel (1145) ; Brisseel (1153) ; Brissellum (1262) ; Brissel (1278) ; Bricais (1282) ; Brisset-et-Choisny (1568) ; Brisset (1636).
Choigny est un ancien hameau de la commune attesté sous les formes In territorio Cholvengiace ville, Cholvengiacum, Chovengiacum (1089) ; Cauvini-super-Iseram (1110) ; Cavegniacum (1113) ; Caveigniacum (1114) ; Choinniacum (1123) ; Choignies (1138) ; Choeni (1145) ; Cauniacus (1145) ; Choigniacum (1169) ; Chooignies (XIIe siècle) ; Choelli (1197) ; Choegnis (1215) ; curtis de Chouini (1216) ; Saint-Denis-de-Choegni (1235) ; In territorio de Chooigni (1244) ; Choigni (1262) ; Choegni (1280) ; Choisgni (1290) ; Choingni (1292) ; Choingny (1466) ; Choisni (1479) ; Choisgny-leiz-Vendeuil (1497) ; Choysni (1515) ; Choisgny (1634) ; Chogni (1640).

## Politique et administration

### Découpage territorial
La commune de Brissay-Choigny est membre de la communauté de communes du Val de l'Oise, un établissement public de coopération intercommunale (EPCI) à fiscalité propre créé le 1er janvier 2014 dont le siège est à Mézières-sur-Oise. Ce dernier est par ailleurs membre d'autres groupements intercommunaux.
Sur le plan administratif, elle est rattachée à l'arrondissement de Saint-Quentin, au département de l'Aisne et à la région Hauts-de-France. Sur le plan électoral, elle dépend du  canton de Ribemont pour l'élection des conseillers départementaux, depuis le redécoupage cantonal de 2014 entré en vigueur en 2015, et de la deuxième circonscription de l'Aisne  pour les élections législatives, depuis le dernier découpage électoral de 2010.

### Administration municipale

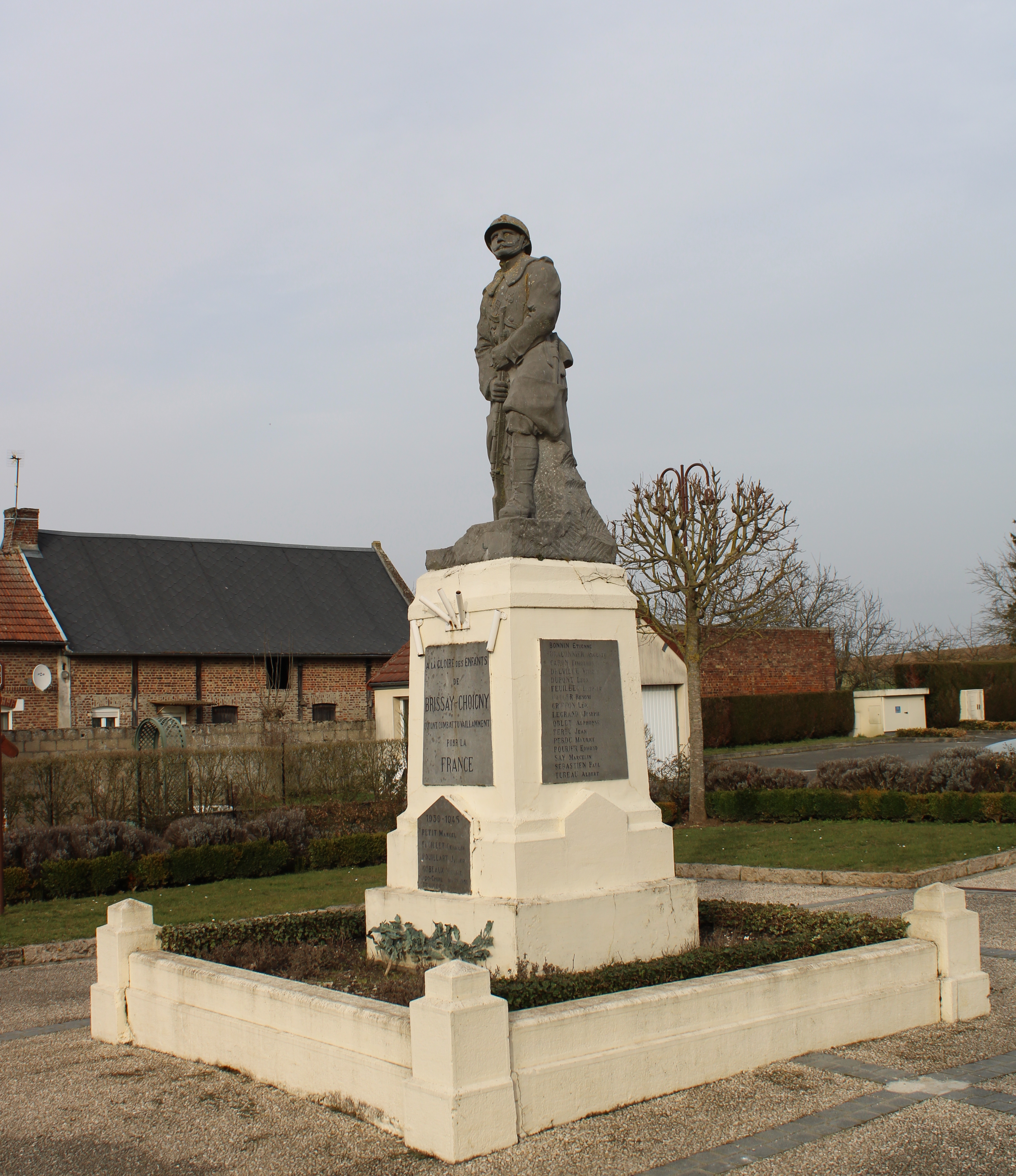
Le monument aux morts.

| Période                                  | Période                   | Identité        | Étiquette | Qualité                                           |
| ---------------------------------------- | ------------------------- | --------------- | --------- | ------------------------------------------------- |
| Les données manquantes sont à compléter. |                           |                 |           |                                                   |
| mars 1989                                | mars 2001                 | Bernard Derbois |           | 2 mandats consécutifs                             |
| mars 2001                                | mai 2020                  | Philippe Diehl  | LR        | Retraité agricole Réélu pour le mandat 2014-2020, |
| mai 2020                                 | En cours (au 6 juin 2020) | Anthony Glasset |           | Technicien de maintenance                         |

## Démographie
L'évolution du nombre d'habitants est connue à travers les recensements de la population effectués dans la commune depuis 1793. Pour les communes de moins de 10 000 habitants, une enquête de recensement portant sur toute la population est réalisée tous les cinq ans, les populations de référence des années intermédiaires étant quant à elles estimées par interpolation ou extrapolation. Pour la commune, le premier recensement exhaustif entrant dans le cadre du nouveau dispositif a été réalisé en 2007.

En 2022, la commune comptait 297 habitants, en évolution de −1 % par rapport à 2016 (Aisne : −1,97 %, France hors Mayotte : +2,11 %).
| 1793 | 1800 | 1806 | 1821 | 1831 | 1836 | 1841 | 1846 | 1851 |
| ---- | ---- | ---- | ---- | ---- | ---- | ---- | ---- | ---- |
| 653  | 640  | 757  | 740  | 727  | 775  | 823  | 839  | 769  |

| 1856 | 1861 | 1866 | 1872 | 1876 | 1881 | 1886 | 1891 | 1896 |
| ---- | ---- | ---- | ---- | ---- | ---- | ---- | ---- | ---- |
| 752  | 747  | 780  | 674  | 661  | 600  | 586  | 538  | 506  |

| 1901 | 1906 | 1911 | 1921 | 1926 | 1931 | 1936 | 1946 | 1954 |
| ---- | ---- | ---- | ---- | ---- | ---- | ---- | ---- | ---- |
| 503  | 506  | 509  | 400  | 402  | 381  | 386  | 402  | 370  |

| 1962 | 1968 | 1975 | 1982 | 1990 | 1999 | 2006 | 2007 | 2012 |
| ---- | ---- | ---- | ---- | ---- | ---- | ---- | ---- | ---- |
| 396  | 354  | 324  | 340  | 318  | 301  | 318  | 320  | 298  |

| 2017 | 2022 | - | - | - | - | - | - | - |
| ---- | ---- | - | - | - | - | - | - | - |
| 303  | 297  | - | - | - | - | - | - | - |

## Culture locale et patrimoine

### Lieux et monuments

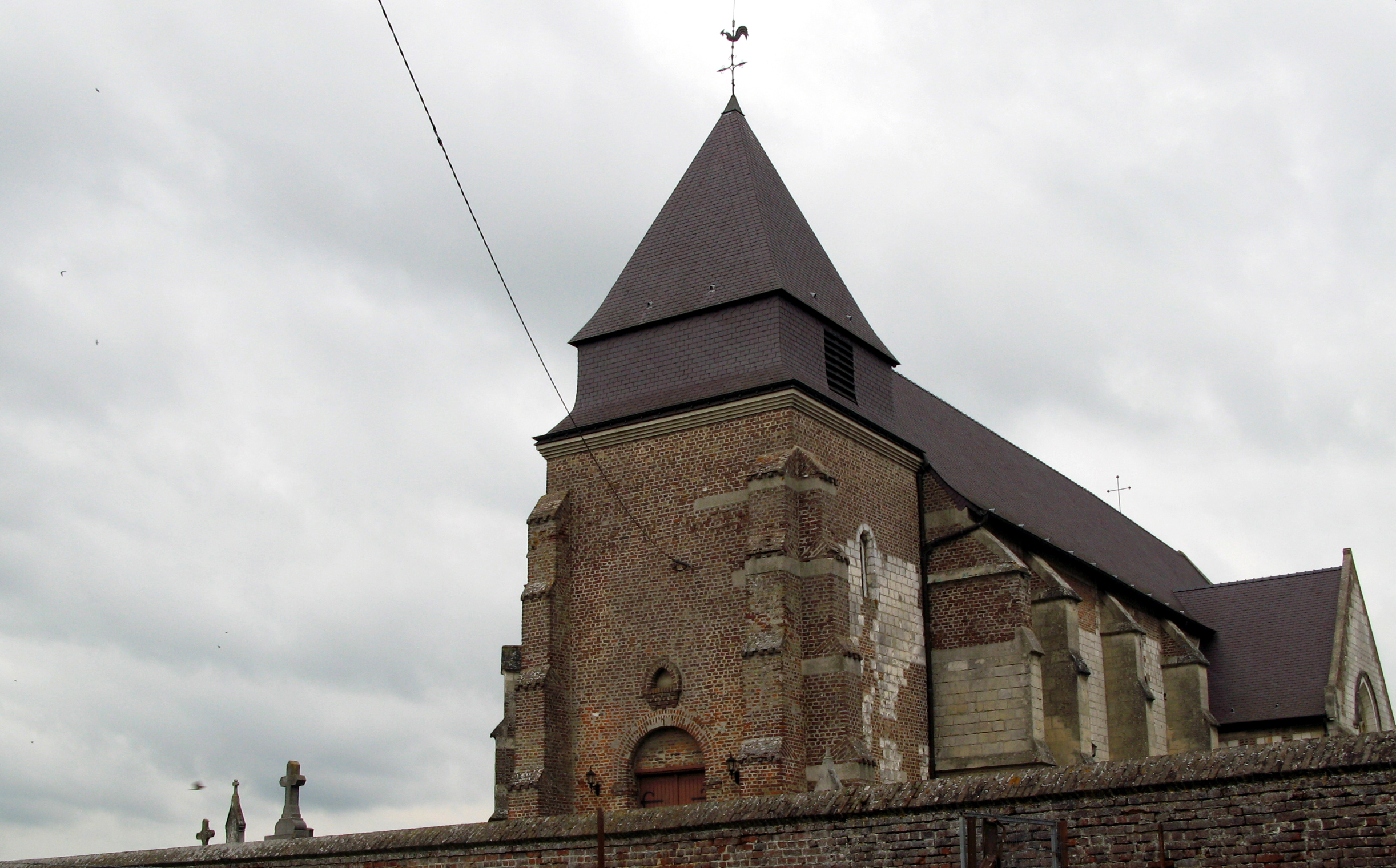
L'église Sainte-Marie-Madeleine.

- Église Sainte-Marie-Madeleine du XVIe siècle avec son clocher carré et trapu au milieu du cimetière, qui est entouré d'un mur de briques[26],[27].
- Moulin à eau, reconstruction de 1921 mais chute d'eau fondée en titre depuis environ 1000 ans.
- Deux calvaires, l'un à Brissay direction Brissay-Hamégicourt en montant à droite, l'autre à Choigny au « stop ».
- Sculpture funéraire du XVIIe siècle de Roland de Bralon et sa femme Louise d'Abonval.

### Héraldique
| Blason de Brissay-Choigny | Blason  | D'azur au chevron d'or ; au chef d'or chargé de l'inscription de sable « Brissay-Choigny ». |
| Blason de Brissay-Choigny | Détails | Reprend les armes présentent sur la pierre tombale de Roland de Bralon, seigneur du lieu au XVIIe siècle, où la commune a choisi les couleurs. Le statut officiel du blason reste à déterminer. |

## Pour approfondir